# Friedrich Beck (Archivar)
Friedrich Beck (* 20. Juni 1927 in Untergrochlitz) ist ein deutscher Archivar und Historiker. Er ist Autor und Herausgeber zahlreicher Schriften insbesondere zur brandenburgischen Landesgeschichte.

## Leben
Der Sohn des Gastwirts vom Greizer Schwanenschlößchen besuchte von 1933 bis 1937 die Schule in Untergrochlitz und ging danach an das Gymnasium nach Greiz. 1944 wurde er zum Arbeitsdienst und anschließend zur Wehrmacht einberufen. Er geriet in amerikanische Kriegsgefangenschaft, aus der er am Jahresende 1945 entlassen wurde. Nach dem Abitur besuchte er ab Oktober 1946 die Friedrich-Schiller-Universität Jena, wo er Geschichte, Deutsch und Pädagogik studierte und im Dezember 1950 das erste Staatsexamen für das Lehramt an höheren Schulen ablegte. Bereits im darauffolgenden Jahr promovierte er mit einer Dissertation zum Thema Die wirtschaftliche Entwicklung in der Stadt Greiz während des 19. Jahrhunderts zum Dr. phil. Von September 1951 bis Juli 1953 besuchte er das Institut für Archivwissenschaft in Potsdam, wo er das zweite Staatsexamen als Wissenschaftlicher Archivar erwarb.
Bereits im Juli 1956 wurde er Leiter des Brandenburgischen Landeshauptarchivs in Potsdam. Diese Funktion übte er bis zum Eintritt in den Ruhestand 1993 aus.
1956 wurde Friedrich Beck Nachfolger von Willy Flach als Dozent für Paläographie am Institut für Archivwissenschaft in Potsdam, das 1958 der Humboldt-Universität zu Berlin angegliedert und zuletzt von Botho Brachmann geleitet wurde. 1982 wurde er zum Honorarprofessor für Historische Hilfswissenschaften ernannt und unterrichtete vor allem Paläographie. In dieser Funktion trug er wesentlich zur Ausbildung der wissenschaftlichen Archivare in der DDR bei. Daneben legte Friedrich Beck zahlreiche Veröffentlichungen vor.
1996 war Friedrich Beck Gründungsmitglied der Brandenburgischen Historischen Kommission und wurde zu ihrem Vorsitzenden gewählt. Seit 1998 ist er Mitglied der Historischen Kommission zu Berlin.
Sein Sohn Lorenz Beck (1969–2013) wurde wie er Archivar und Historiker.

## Ehrungen
In Anerkennung und Würdigung besonderer Leistungen und treuer Pflichterfüllung beim Aufbau des Sozialismus und bei der Festigung und Stärkung der DDR wurde Friedrich Beck, der Mitglied der SED war, anlässlich des 19. Jahrestages der DDR 1968 mit der Verdienstmedaille der DDR ausgezeichnet. Im Jahr 2001 wurde er zum Ehrenmitglied der Landesgeschichtlichen Vereinigung für die Mark Brandenburg e. V. ernannt.

## Werke (Auswahl)
- als Hrsg.: Heimatkunde und Landesgeschichte. Festschrift zum 65. Geburtstag von Rudolf Lehmann. Böhlau, Weimar 1958.
- mit Manfred Unger: „… mit Brief und Siegel“. Dokumente aus Archiven der DDR. Leipzig 1979.
- mit Walter Schmidt: Die Polizeikonferenzen deutscher Staaten 1851–1866. BWV, Berliner Wiss.-Verlag, Berlin 1993.
- mit Klaus Neitmann (Hrsg.): Brandenburgische Landesgeschichte und Archivwissenschaft. Festschrift für Lieselott Enders zum 70. Geburtstag. Böhlau, Weimar 1997.
- mit Eckart Henning, Wolfgang Hempel (Hrsg.): Archivistica docet. Beiträge zur Archivwissenschaft und ihres interdisziplinären Umfelds. Verlag für Berlin-Brandenburg, Potsdam 1998.
- mit Eckart Henning (Hrsg.): Vom Nutz und Frommen der Historischen Hilfswissenschaften (= Herold-Studien, 5), Degener, Neustadt a.d. Aisch 2000.
- Urkundeninventar des Brandenburgischen Landeshauptarchivs. Kurmark. Teil 1, Berliner Wissenschafts-Verlag, Stuttgart 2001; Teil 2, Berliner Wissenschafts-Verlag, Stuttgart 2002.
- mit Eckart Henning (Hrsg.): Brandenburgisches Biographisches Lexikon (= Einzelveröffentlichungen der Brandenburgischen Historischen Kommission, 5), Verlag für Berlin-Brandenburg, Potsdam 2002, ISBN 3-935035-39-X.
- Urkunden der Stadt Beeskow in Regesten (1272–1649). Lang, Frankfurt am Main 2003.
- Klaus Neitmann (Hrsg.): Friedrich Beck. Ausgewählte Aufsätze aus den Jahren 1956–2000. Beiträge zur thüringischen und brandenburgischen Landesgeschichte und zu den historischen Hilfswissenschaften. Verlag für Berlin-Brandenburg, Potsdam 2003, ISBN 3-935035-38-1.
- mit Eckart Henning (Hrsg.): Die archivalischen Quellen. Eine Einführung in ihre Benutzung. Böhlau, Köln 1994, 4. Auflage 2004, 5. erw. u. aktual. Auflage 2012. Mit einem Beitrag von Reinhold Zilch: Münzen und andere Quellen zur Geldgeschichte. S. 378–384, 445–448.
- mit Eckart Henning und anderen (Hrsg.): Archive und Gedächtnis. Festschrift für Botho Brachmann zum 75. Geburtstag. Verlag für Berlin-Brandenburg, Potsdam 2005.
- Regesten der Urkunden Kurmärkische Stände (Rep. 23 A) des Brandenburgischen Landeshauptarchivs. Lang, Frankfurt am Main 2006.
- Urkunden der Stadt Pritzwalk in Regesten (1256–1703). Lang, Frankfurt am Main 2006.
- mit Lorenz Friedrich Beck: Die lateinische Schrift. Schriftzeugnisse aus dem deutschen Sprachgebiet vom Mittelalter bis zur Gegenwart. Böhlau, Köln/Weimar/Wien 2007, ISBN 978-3-412-12506-6.
- mit Klaus Neitmann (Hrsg.): Lebensbilder brandenburgischer Archivare und Historiker. Be.bra-Wiss.-Verlag, Berlin 2013, ISBN 978-3-937233-90-1.

Reihenherausgeber
- Veröffentlichungen des Brandenburgischen Landeshauptarchivs, 35 Bände, 1958–1997, darin unter anderem: Übersicht über die Bestände des Brandenburgischen Landeshauptarchivs, 2 Bände, 1964 und 1967; Historisches Ortslexikon für Brandenburg, 10 Bände, 1967–1997; Bibliographie zur Geschichte der Mark Brandenburg, 6 Bände, 1970–1997; Dokumente aus geheimen Archiven, 4 Bände, 1983–1995.
- mit Botho Brachmann, Wolfgang Hempel (Hrsg.): Potsdamer Studien. 18 Bände, 1995–2005.